# Olympische Sommerspiele 2000/Teilnehmer (Gambia)
| Gelbes Symbol für Goldmedaillen mit stilisierten Olympischen Ringen | Graues Symbol für Silbermedaillen mit stilisierten Olympischen Ringen | Braundes Symbol für Bronzemedaillen mit stilisierten Olympischen Ringen |
| ------------------------------------------------------------------- | --------------------------------------------------------------------- | ----------------------------------------------------------------------- |
| —                                                                   | —                                                                     | —                                                                       |

Gambia nahm an den Olympischen Sommerspielen 2000 in der australischen Metropole Sydney mit zwei Athleten teil.
Für das afrikanische Land war es seit 1984 die fünfte Teilnahme an Olympischen Sommerspielen.

## Flaggenträger
Die Leichtathletin Adama Njie trug die Flagge Gambias während der Eröffnungsfeier im Stadium Australia.

## Teilnehmer nach Sportarten

### Leichtathletik
- Pa Modou Gai
100 m, Männer: ausgeschieden im 1. Vorlauf – 11,03 s
- Adama Njie
800 m, Frauen: ausgeschieden im 1. Vorlauf – 2:07,90 min